# 財満就久
財満 就久（ざいま なりひさ）は、戦国時代、安土桃山時代の武将。毛利氏の家臣。財満氏の当主である財満忠久の嫡子。通称は孫次郎、新右衛門。毛利水軍と大友水軍が蓑島沖で戦った簑島合戦では海将として武功を挙げた。

## 生涯
毛利家の家臣であり、周防国下小野瀬の領主であった財満忠久の長男として生まれる。母は口羽通良の娘。
就久は父・忠久の所領を継ぎ、厚東郡924石および安芸賀茂郡64石を領した(厚東郡四ケ小野村1,600石とも)。
子がいなかった就久は、弟忠貞の子元久を養子に迎え嫡子としている。
毛利元就と大友宗麟の両水軍が蓑島沖(福岡県行橋市)で激突した永禄4年（1561年）11月の豊前簑島合戦では、毛利水軍の海将として、村上水軍の村上武吉、村上吉充らとともに大友水軍と戦い、武功を挙げた。蓑島合戦を描いた「豊前今井・元長船合戦図」の中に、財満新右衛門就久の名を見ることができる。
毛利輝元の長男で長州藩の初代藩主・毛利秀就を巡っては、出生は広島城とされているが、小野村にあった財満就久の館であるとの話もある。
天正13年(1585年)当時、子がいなかった輝元に、豊臣秀吉が甥の秀秋を養子縁組させ、毛利家の跡目にする話を持ち出す。小早川隆景は毛利本家において毛利家の血脈が途絶えてしまうことを危惧し、とっさに弟である穂井田元清の子・秀元を跡目にすることが決まっていると答えた。なお、隆景は毛利家が秀吉に疎んじられることを懸念し、秀秋を小早川家の養子として迎え入れる。
そのような中、輝元の側室である二の丸が懐妊する。輝元は正室・南の方の二の丸への確執と、跡目争いの懸念から、財満就久に二の丸をかくまわせ、生まれた子が男子なら殺せと命じたとされる。
天正19年(1591年)、二の丸は男子(のちの秀就)を産んだが、就久は殺すことはせずにその後もかくまい続けた。秀就は4,5年ほど小野村で過ごし、文禄4年10月に輝元は秀就を広島に連れ帰ったとされる。